# Polnischer Filmpreis/Beste Kamera

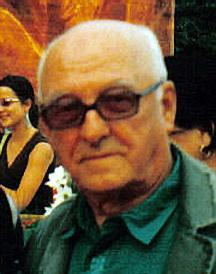
Preisträger des Jahres 2001: Witold Sobociński

Polnischer Filmpreis: Beste Kamera (Najlepsze zdjęcia)
Gewinner und Nominierte in der Kategorie Beste Kamera seit der ersten Verleihung des Polnischen Filmpreises im Jahr 1999. Ein Film qualifiziert sich in dem der Preisverleihung vorhergehenden Jahr, wenn er zwischen dem 1. Januar und 31. Dezember mindestens sieben Tage in einem öffentlichen Kino gegen Entgelt gezeigt wurde.
| Statistik                         | Name                    | Anzahl | Jahr                                                 |
| --------------------------------- | ----------------------- | ------ | ---------------------------------------------------- |
| Häufigste Auszeichnungen          | Krzysztof Ptak          | 7      | 1999, 2002, 2004, 2005, 2007, 2010, 2014             |
| Häufigste Auszeichnungen          | Piotr Sobociński junior | 6      | 2015, 2017, 2018, 2020, 2021, 2022                   |
| Häufigste Nominierungen           | Paweł Edelman           | 9      | 1999, 1999, 2000, 2001, 2002, 2003, 2008, 2020, 2018 |
| Häufigste Nominierungen           | Krzysztof Ptak          | 8      | 1999, 2002, 2003, 2004, 2005, 2007, 2010, 2014       |
| Häufigste Nominierungen ohne Sieg | Adam Bajerski           | 4      | 2004, 2008, 2014, 2020                               |
| Häufigste Nominierungen ohne Sieg | Jacek Petrycki          | 3      | 2002, 2004, 2009                                     |
| Häufigste Nominierungen ohne Sieg | Marcin Koszałka         | 3      | 2005, 2010, 2016                                     |

Eine Kamerafrau konnte sich bisher nicht in die Siegerliste einreihen.

## 1990er Jahre

### 1999
Krzysztof Ptak – Historia kina w Popielawach
Paweł Edelman – Demony wojny według Goi
Paweł Edelman – Kroniki domowe
Łukasz Kośmicki – Gniew
Arthur Reinhart – Nic
Martin Štrba – Der Bastard muss sterben (Je treba zabít Sekala)

## 2000er Jahre

### 2000
Paweł Edelman – Pan Tadeusz
Jolanta Dylewska – Królowa aniołów
Bartosz Prokopowicz – Die Schuld (Dług)
Adam Sikora – Wojaczek
Jarosław Szoda – Egzekutor

### 2001
Witold Sobociński – Wrota Europy
Paweł Edelman – Das große Tier (Duże zwierzę)
Edward Kłosiński – Życie jako śmiertelna choroba przenoszona drogą płciową
Arkadiusz Tomiak – Daleko od okna
Piotr Wojtowicz – Prymas. Trzy lata z tysiąca

### 2002
Krzysztof Ptak – Weiser
Petro Aleksowski – Tereska (Cześć Tereska)
Paweł Edelman – Edges of the Lord – Verlorene Kinder des Krieges (Edges of the Lord)
Jacek Petrycki – Człowiek wózków
Adam Sikora – Angelus
Arkadiusz Tomiak – Cisza

### 2003
Paweł Edelman – Der Pianist (The Pianist)
Jolanta Dylewska – Głośniej od bomb
Krzysztof Ptak – Edi
Adam Sikora – Eukaliptus
Piotr Wojtowicz – Tam i z powrotem

### 2004
Krzysztof Ptak – Pornografia
Adam Bajerski und Paweł Śmietana – Zmruż oczy
Jacek Petrycki – Julia Walking Home (Julia wraca do domu)

### 2005
Krzysztof Ptak – Mein Nikifor (Mój Nikifor)
Marcin Koszałka – Pręgi
Arkadiusz Tomiak – Symetria

### 2006
Arthur Reinhart – Jestem
Jolanta Dylewska – W dół kolorowym wzgórzem
Grzegorz Kuczeriszka – Skazany na bluesa
Andrzej Ramlau – Rozdroże Cafe

### 2007
Krzysztof Ptak – Jasminum
Edward Kłosiński – Wszyscy jesteśmy Chrystusami
Arkadiusz Tomiak – Palimpsest

### 2008
Paweł Edelman – Das Massaker von Katyn (Katyń)
Adam Bajerski – Kleine Tricks (Sztuczki)
Janusz Kamiński – Hania
Arthur Reinhart – Pora umierać

### 2009
Adam Sikora – Vier Nächte mit Anna (Cztery noce z Anną)
Jolanta Dylewska – Chłopiec na galopującym koniu
Jacek Petrycki – Boisko bezdomnych

## 2010er Jahre

### 2010
Krzysztof Ptak – Dom zły
Marcin Koszałka – Rewers
Marian Prokop – Wojna polsko-ruska

### 2011
Artur Reinhart – Wenecja
Adam Sikora – Essential Killing
Adam Sikora – Las

### 2012
Jolanta Dylewska – In Darkness (W ciemności)
Lech Majewski und Adam Sikora – Die Mühle und das Kreuz (Młyn i krzyż)
Piotr Sobociński junior – Róża

### 2013
Arkadiusz Tomiak – Obława
Radosław Ładczuk – Jesteś Bogiem
Piotr Sobociński junior – Drogówka

### 2014
Krzysztof Ptak und Wojciech Staroń – Papusza – Die Poetin der Roma (Papusza)
Adam Bajerski – Imagine
Łukasz Żal und Ryszard Lenczewski – Ida

### 2015
Piotr Sobociński junior – Bogowie
Marian Prokop – Warsaw '44 (Miasto 44)
Antoni Wawrzyniak – Powstanie Warszawskie

### 2016
Arkadiusz Tomiak – Battle for Karbala (Karbala)
Michał Englert – Body (Cialo)
Marcin Koszalka – Die rote Spinne (Czerwony Pajak)
Arkadiusz Tomiak – Fotograf

### 2017
Piotr Sobociński junior – Sommer 1943 – Das Ende der Unschuld (Wołyń)
Pawel Dyllus – Jestem mordercą
Kacper Fertacz – Die letzte Familie (Ostatnia rodzina)
Jerzy Zielinski – Unser letzter Sommer (Letnie przesilenie)

### 2018
Piotr Sobociński junior – Cicha noc
Jolanta Dylewska, Rafal Paradowski – Die Spur (Pokot)
Paweł Edelman – Powidoki
Michał Englert – Marie Curie
Piotr Stasik – 21 X New York (21 x Nowy Jork)

### 2019
Łukasz Żal – Cold War – Der Breitengrad der Liebe (Zimna wojna)
Jolanta Dylewska – Ayka
Jakub Kijowski – Fugue (Fuga)

## 2020er Jahre

### 2020
Piotr Sobociński junior – Corpus Christi (Boże Ciało)
Adam Bajerski – Pan T.
Paweł Edelman – The Coldest Game (Ukryta gra)
Andrzej J. Jaroszewicz und Marian Prokop – Mowa ptaków
Tomasz Naumiuk – Red Secrets – Im Fadenkreuz Stalins (Mr. Jones / Obywatel Jones)

### 2021
Piotr Sobociński junior – Jak najdalej stąd
Michał Englert – Der Masseur (Śniegu już nigdy nie będzie)
Paweł Flis – Interior
Witold Płóciennik – Zieja
Martin Štrba – Charlatan (Šarlatán)

### 2022
Piotr Sobociński junior – Wesele
Klaudiusz Dwulit – Furioza
Michał Englert – Tesciowie
Kacper Fertacz – Ungesühnte Schläge (Zeby nie bylo sladów)
Łukasz Gutt – Wszystkie nasze strachy
Witold Plóciennik – Mistrz
Arthur Reinhart – Zuzel